# Параклис Свете великомученице Недеље у Копривници
Параклис Свете великомученице Недеље у Копривници, насељеном месту на територији општине Алексинац, припада Епархији нишкој Српске православне цркве.
Параклис посвећен Светој великомученици Недељи саграђен је 1964. године, на десној обали Копривничке реке. Једнобродна је грађевина је са олтарском апсидом.